# Zmarli w marcu 2010

## Marzec 2010
- 30 marca
  - David Mills, amerykański scenarzysta[1]
  - Krzysztof Teodor Toeplitz, polski dziennikarz, polityk, krytyk filmowy[2]
- 28 marca
  - Dan Duncan, amerykański przedsiębiorca[3]
  - Derlis Florentín, paragwajski piłkarz[4]
  - June Havoc, amerykańska aktorka[5]
  - Agim Qirjaqi, albański aktor[6]
  - Zofia Romanowiczowa, polska pisarka i tłumaczka[7]
- 27 marca
  - Zbigniew Gut, polski piłkarz, reprezentant Polski, medalista mistrzostw świata (1974)[8]
  - Eva Markvoort, kanadyjska blogerka[9]
  - Wasilij Smysłow, rosyjski szachista, arcymistrz, mistrz świata[10]
- 25 marca
  - Irena Sandecka, polska poetka, działaczka społeczna i katolicka[11]
  - Chet Simmons, amerykański dziennikarz, prezenter telewizyjny[12]
  - Kazimirs Špoģis, łotewski polityk, minister rolnictwa, wykładowca, rektor Łotewskiej Akademii Rolniczej[13]
- 24 marca
  - Robert Culp, amerykański aktor[14]
  - Colleen Kay Hutchins, amerykańska aktorka, Miss Ameryka 1952[15]
  - Andrzej Sadlej, polski chemik, profesor UMK w Toruniu[16]
- 23 marca
  - Jim Marshall, amerykański fotograf[17]
  - James Williamson, australijski kolarz górski, mistrz świata[18]
- 22 marca
  - James W. Black, szkocki farmaceuta, laureat Nagrody Nobla[19]
  - Emil Schulz, niemiecki bokser, medalista olimpijski[20]
  - Ignacy Rutkiewicz, polski dziennikarz, redaktor prasowy, prezes PAP[21]
- 21 marca
  - Henryk Giedroyc, polski działacz emigracyjny[22]
  - Bernard Johnson, amerykański aktor i muzyk[23]
  - Andrzej Kozera, polski dziennikarz i prezenter telewizyjny[24]
  - Wolfgang Wagner, niemiecki dyrygent, wieloletni dyrektor prestiżowego festiwalu w Bayreuth[25]
- 20 marca
  - István Bilek, węgierski szachista, arcymistrz[26]
  - Józef Czubak, polski polityk i żeglarz, przewodniczący Prezydium MRN w Ostrowie Wielkopolskim (1973–1975)[27]
  - Fred Heineman, amerykański polityk[28]
  - Girija Prasad Koirala, nepalski polityk, premier Nepalu[29]
  - Robin Milner, brytyjski informatyk[30]
- 19 marca
  - Aleksander Mańkowski, polski lekkoatleta, długodystansowiec[31]
- 18 marca
  - Konstantin Jeriomienko, rosyjski futsalowiec, reprezentant Rosji w futsalu, piłkarz[32]
  - Fess Parker, amerykański aktor[33]
  - Zygmunt Pawłowicz, polski duchowny katolicki, biskup gdański[34]
- 17 marca
  - Abdellah Blinda, marokański trener piłkarski, selekcjoner reprezentacji Maroka[35]
  - Alex Chilton, amerykański muzyk[36]
  - Wayne Collett, amerykański lekkoatleta, sprinter, medalista igrzysk olimpijskich[37]
  - Jan Oderfeld, polski matematyk, inżynier, konstruktor silników lotniczych, profesor Politechniki Warszawskiej[38]
  - Tadeusz Prejzner, polski kompozytor, pianista, jazzman[39]
  - Aleksandra Żaryn, polska prawniczka, tłumaczka, Sprawiedliwa Wśród Narodów Świata[40]
- 16 marca
  - Iga Hedwig, polska dziewczyna chora na mukowiscydozę, pierwsza Polka, która przeszła udaną operację przeszczepu płuc[41]
  - Ksenija Pajčin, serbska piosenkarka, fotomodelka[42]
  - Jelena Tairowa, rosyjska szachistka, arcymistrzyni[43]
- 14 marca
  - Józef Chajn, polski chemik, historyk, działacz opozycji demokratycznej w PRL[44]
  - Peter Graves, amerykański aktor[45]
  - Janet Simpson, brytyjska lekkoatletka, sprinterka[46]
  - Jerzy Szulc, polski żołnierz konspiracji[47]
- 13 marca
  - Jean Ferrat, francuski piosenkarz, kompozytor, autor tekstów piosenek[48]
  - Édouard Kargu, francuski piłkarz polskiego pochodzenia[49]
  - Andrzej Marcinkowski, polski adwokat, polityk, kierownik resortu sprawiedliwości (1991)[50]
  - He Pingping, najmniejszy człowiek świata[51]
- 12 marca
  - Miguel Delibes, hiszpański pisarz[52]
  - Marian Nawrot, polski inżynier elektryk, wiceminister przemysłu maszynowego (1972–1976) i przemysłu maszyn ciężkich i rolniczych (1976–1981)[53]
- 11 marca
  - Joachim Badeni, polski duchowny katolicki, dominikanin[54]
  - Merlin Olsen, amerykański aktor, gracz futbolu amerykańskiego[55]
- 10 marca
  - Corey Haim, kanadyjski aktor[56]
  - Jacek Królak, polski artysta grafik związany z Polityką, felietonista Res Publiki Nowej[57]
  - Eugeniusz Szatkowski, polski działacz państwowy i inżynier, wiceminister (1976–1978, 1980–1987, 1988–1989)[58]
- 9 marca
  - Lionel Cox, australijski kolarz, mistrz olimpijski[59]
  - Doris Haddock, amerykańska działaczka społeczna i polityczna[60]
- 7 marca
  - Marcin Wnuk, polski polityk, samorządowiec[61]
- 6 marca
  - Endurance Idahor, nigeryjski piłkarz[62]
  - Mark Linkous, amerykański muzyk[63]
  - Stuyvesant Wainwright, amerykański polityk, członek Izby Reprezentantów (1953–1961)[64]
  - Mirosław Wujas, polski twórca przeglądu kabaretów PAKA[65]
- 4 marca
  - Władysław Ardzinba, abchaski polityk, prezydent Abchazji[66]
  - Nan Martin, amerykańska aktorka[67]
  - Fred Wedlock, brytyjski muzyk[68]
  - Walter Wojciechowski, chemik polski, profesor Politechniki Wrocławskiej[69]
- 3 marca
  - Michael Foot, brytyjski polityk, przewodniczący Partii Pracy[70]
  - Oleg Tiurin, rosyjski wioślarz, mistrz olimpijski[71]
- 2 marca
  - Winston Churchill, brytyjski polityk, syn Randolpha Churchilla, wnuk Winstona Churchilla[72]
  - Paul Drayton, amerykański lekkoatleta, sprinter, mistrz olimpijski[73]
  - Leszek Piotrowski, polski prawnik, polityk, senator, wiceminister sprawiedliwości[74]
- 1 marca
  - Kristian Digby, brytyjski prezenter telewizyjny[75]
  - Władimir Iljuszyn, rosyjski pilot[76]